# Perigune (bướm đêm)
Perigune là một chi bướm đêm thuộc họ Geometridae.